# Diecezja Portlandu
Diecezja Portlandu (łac. Dioecesis Portlandensis, ang. Diocese of Portland) – rzymskokatolicka diecezja ze stolicą w Portland, w stanie Maine, region Nowa Anglia, Stany Zjednoczone.
Terytorialnie obejmuje cały stan Maine.

## Historia
Diecezja kanonicznie została ustanowiona 29 lipca 1853 przez papieża Piusa IX. Jej terytorium zostało wydzielone z sąsiedniej rzymskokatolickiej Archidiecezji Boston.

### Poprzedni ordynariusze
- David W. Bacon (1855–1874)
- James A. Healy (1875–1900)
- William O’Connell (1901–1906)
- Louis S. Walsh (1906–1924)
- John G. Murray (1925–1931)
- Joseph E. McCarthy (1932–1955)
- Daniel J. Feeney (1955–1969)
- Peter Leo Gerety (1969–1974)
- Edward C. O’Leary (1974–1988)
- Joseph Gerry OSB (1988–2004)
- Richard Malone (2004–2012)
- Robert Deeley (2013–2024)
- James Ruggieri (od 2024)

## Parafie polonijne
- Parafia św. Ludwika w Portlandzie

## Szkoły

### Uczelnie
- Saint Joseph's College w Standish

### Szkoły średnie
- Catherine McAuley High School, Portland
- Cheverus High School, Portland
- St. Dominic Regional High School, Lewiston

oraz 12 szkół podstawowych i 1 prywatną szkołę podstawową.